# 阳匄
陽匄（？—前519年），羋姓，陽氏，名匄，字子瑕，中国春秋时期楚国的令尹，王子扬的孙子。
前525年，吴国攻打楚国，阳匄为令尹，占卜战争，不吉。前523年春，楚国工尹赤迁阴戎到下阴，令尹子瑕修筑郏城。夏天，令尹子瑕到秦国聘问，答谢秦国把夫人伯嬴嫁给了楚国。冬，劝说楚平王释放了吴国公子蹶由。前519年，吴国人伐州来，楚国薳越率军及诸侯之师奔命救州来。吴人在钟离地域。子瑕去世，楚军士气低落。吴国于是在鸡父之战大败楚国。
子陽令終、陽完、陽佗。